# Tricycleopsis pilantenna
Tricycleopsis pilantenna är en tvåvingeart som beskrevs av Feng 2002. Tricycleopsis pilantenna ingår i släktet Tricycleopsis och familjen spyflugor. Inga underarter finns listade i Catalogue of Life.